# Josefina Meneses
María José Meneses Pérez-Grueso (Ajofrín, Toledo, 19 de marzo de 1947) es una cantante lírica española de zarzuela, considerada una de las últimas grandes figuras del género, al que ha dedicado prácticamente en exclusiva su carrera artística.
Como soprano destaca, según Menéndez Aleyxandre, por su «voz bella y pura, limpios y prolongados agudos, excelente escuela y estilo y actriz dotada de señorial distinción». Ha trabajado con Federico Moreno Torroba, Pablo Sorozábal y Manuel Moreno Buendía, los tres últimos grandes compositores de zarzuela, así como con todos los directores habituales desde los años 80: Benito Lauret, Jorge Rubio, Miguel Roa o José Antonio Torres, entre otros. Igualmente, ha estado a las órdenes de los grandes directores de escena como José Tamayo, José Luis Alonso Mañés, Adolfo Marsillach, Ángel Fernández Montesinos, Gustavo Pérez Puig, Luis Balaguer, Joaquín Deus, Roberto Carpio o Antonio Amengual.
En su repertorio de más de sesenta zarzuelas, destacan títulos como El dúo de la africana (donde fue famoso su dúo con Pedro Lavirgen), La canción del olvido, Doña Francisquita, La rosa del azafrán y La canción del olvido, que ha representado a lo largo y ancho del mundo, en teatros como el Teatro de la Zarzuela de Madrid (donde debutó en el año 1967), Teatro Colón de Buenos Aires, Kennedy Center de Estados Unidos, Teatro Rojas de Toledo, Teatro de la Maestranza de Sevilla, Auditorio Manuel Falla de Granada, o los anuales Veranos De la Villa de Madrid donde han sido muy populares las representaciones de zarzuela.

## Premios
- Premio Federico Romero 1983, Sociedad General de Autores de España.* Castellano manchega del año 1989 por la provincia de Toledo, otorgado por la Diputación de Toledo.
- Castellano manchega del año 1989 por la provincia de Toledo, otorgado por la Diputación de Toledo.
- Rosa del Azafrán de Oro 1992, Semana de la zarzuela de La Solana.
- Toda una vida dedicada a la música 2015, Consejo de Administración y los socios de la Sociedad de Artistas AIE (Artistas, Intérpretes o Ejecutantes) Sociedad de Gestión.

## Obras
- La corte del faraón, libro de Guillermo Perrín y Miguel de Palacios, música de Vicente Lleó.[5]
- Molinos de viento, libro de Luis Pascual Frutos, música de Pablo Luna.
- El cantar del arriero, libro de Serafín Adame y Adolfo Torrado, música de Fernando Díaz Giles.
- El joven piloto, libro de Jacinto Miquelarena y Luis de Urquijo, música de Juan Tellería. Teatro de la Zarzuela, 1968.[6]
- La bruja, libro de Miguel Ramos Carrión, música de Ruperto Chapí.
- Katiuska, libro de Emilio González del Castillo, música de Pablo Sorozábal.
- La calesera, libro de Emilio González del Castillo y Luis Martínez Román y música de Francisco Alonso.
- Jugar con fuego, libro de Ventura de la Vega, música de Francisco Asenjo Barbieri.
- La parranda, libro de Luis Fernández Ardavín, música De Francisco Alonso.
- La rosa del azafrán, libro de Federico Romero y Guillermo Fernández-Shaw, música de Jacinto Guerrero.
- Los gavilanes, libro de José Ramos Martín, música de Jacinto Guerrero.
- La revoltosa, libro de José López Silva y Carlos Fernández Shaw, música de Ruperto Chapí.
- El duo de la africana, libro de Miguel Echegaray, música de Manuel Fernández Caballero.
- La canción del olvido, libro de Federico Romero Sarachaga y Guillermo Fernández-Shaw Iturralde, música de José Serrano.
- Gigantes y cabezudos, libro de Miguel Echegaray, música de Manuel Fernández Caballero.
- La Dolorosa, libro de Juan José Lorente, música de José Serrano.
- Luisa Fernanda, libro de Federico Romero y Guillermo Fernández-Shaw, música de Federico Moreno Torroba.
- La montería, libro de José Ramos Martín, música de Jacinto Guerrero.
- Doña Francisquita , libro de Federico Romero y Guillermo Fernández-Shaw, música de Amadeo Vives.
- La alsaciana, libro de José Ramos Martín, música de Jacinto Guerrero.
- El huésped del sevillano, libro de Juan Ignacio Luca de Tena y Enrique Reoyo, música de Jacinto Guerrero.
- Maravilla, libro de Antonio Quintero y Jesús María de Arozamena, música de Federico Moreno Torroba.
- Los vagabundos, música de Manuel Moreno Buendía.
- Fuenteovejuna, música de Manuel Moreno Buendía. Teatro de la Zarzuela, 1981.
- Antología de la Zarzuela , José Tamayo . Teatro de la Zarzuela, Madrid, 1982.
- Chotis del Eliseo . 150.º aniversario del Teatro de la Zarzuela. Madrid, 2006.